# Carinametra
Carinametra is een geslacht van wantsen uit de familie van de waterlopers (Hydrometridae). Het geslacht werd voor het eerst wetenschappelijk beschreven door Andersen & Grimaldi in 2001.

## Soorten
Het genus bevat de volgende soort:

- Carinametra burmensis Andersen & Grimaldi, 2001